# Черен бързолет
Черният бързолет (Apus apus) е дребна птица от семейство Бързолетови (Apodidae), разред Бързолетоподобни (Apodiformes).

## Описание
Дължината на тялото му е около 16 cm, размахът на крилете – 40 cm и масата – между 30 и 58 g. Оцветен е изцяло в черно с изключение на малко светло петно под човката. Няма изразен полов диморфизъм. Лети изключително добре и с много висока скорост.

## Разпространение
Среща се в Европа (включително България), Азия и Африка. Прелетна птица. Черният бързолет е прелетен вид и е изявен далечен мигрант. Над територията на България са наблюдавани едни от най-късните масови есенни прелети в Европа.

## Начин на живот и хранене
Подобно на другите видове бързолети, прекарва почти целия си живот в полет. Каца единствено по време на размножителния период, когато мъти. Черният бързолет може да се рее във въздуха 3 години без да каца. Храни се с дребни летящи насекоми, предимно комари, мушици и пеперуди, които улавя летейки с широко отворена човка, като в сакче. Нощем се издигат до около 2000 m височина и спят летейки, като леко забавят маховете на крилете си.

## Размножаване
Гнезди в скалисти местности, входове на пещери, високи сгради. Гнездото е изградено от слюнка и фина глина. Снася 2, много рядко 3 бели сферични яйца, тежащи между 3,2 и 4,2 g, които мътят 18-21 дни и двамата родители. Малките се излюпват слепи и безпомощни и двамата родители ги хранят с насекоми. Напускат гнездото на 35–59 дневна възраст. Годишно отглежда едно люпило.

## Природозащитен статут
Червен списък на световнозастрашените видове (IUCN Red List) – Незастрашен вид (Least Concern LC).
В България е защитен вид.